# Улица Козе (Таллин)
Улица Ко́зе, также Ко́зе-те́э и Ко́зе те́э — улица в Таллине, столице Эстонии.

## География
Проходит в микрорайонах Козе и Маарьямяэ городского района Пирита. Начинается от улицы Пирита, пересекается с улицами Тамме, Урва, Хальяс-теэ, Люкати, Варсааллика, Вабаыхукооли и др. и заканчивается на перекрёстке с Нарвским шоссе.
Протяжённость — 3346 метров.
Рядом с улицей расположены парк Лиллепи и лесопарк Козе, недалеко от улицы протекает река Пирита.

## История
В источниках 1882 года упоминается немецкое название улицы Kosch’scher Weg, 1916 года — русское название Кошская дорога. Своё название улица получила по расположенной вблизи неё летней мызе Альт-Кош (Козе, (нем. Alt-Kosch, эст. Kose suvemõis, внесена в Государственный регистр памятников культуры Эстонии, современный регистрационный адрес: улица Козе-пыйк 8). 

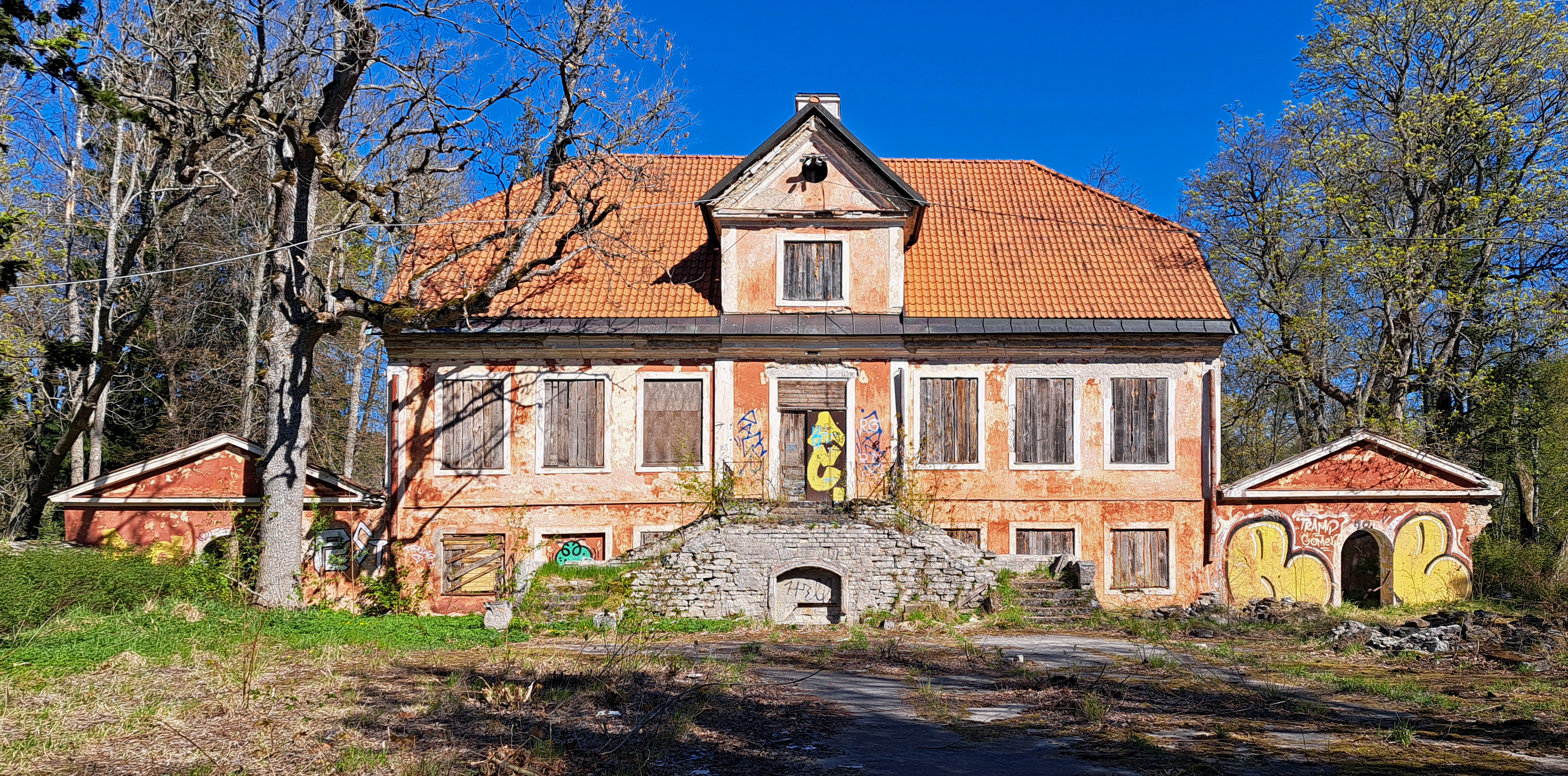
Мыза Альт-Кош (летняя мыза Козе, вилла Шееля)

В северной части этого земельного владения расположено историческое кладбище семейства Кохов и находится его часовня, построенная из известняка.
Еще в XVII веке вокруг Таллина насчитывалось несколько принадлежащих горожанам дач с садами и хозяйственными постройками, которые назывались летними мызами (нем. höfchen). Возведение дач ускорилось в XVIII веке и особенно в начале XIX века. На рубеже XIX—XX веков вокруг Таллина было уже несколько десятков дачных мыз. Старейшими из дач Пирита–Козе являются основанные в XVIII веке Карлсхоф (нем. Carlshof, ул. Козе 55) и Альт-Кош (другое название вилла Шееля (эст. Scheeli mõis), ул. Козе-пыйк 8). Одной из старейших дач в этом районе также является летняя мыза Анненхоф, построенная в конце XIX века.
Улица имеет редкую застройку; в основном застроена малоэтажными частными и квартирными домами.

## Предприятия и организации
- Kose tee 6 — Маарьямяэское футбольное поле с искусственной травой
- Kose tee 58 — детский сад «Пирита-Козе»[10]
- Kose tee 59 — центр семейных врачей Пирита-Козе[11]

## Памятники архитектуры
- Kose tee 10 — жилой дом, принадлежавший известному эстонскому архитектору Пеэтеру Тарвасу

Одноэтажное здание из силикатного кирпича с мансардным этажом и красной черепичной двускатной крышей, построено в 1946–1954 годах по проекту самого архитектора и является типичным образцом послевоенного таллинского частного дома. 
- Kose tee 27 / Lükati tee 1 — вилла Танненроде (эст. villa Tannenrode)

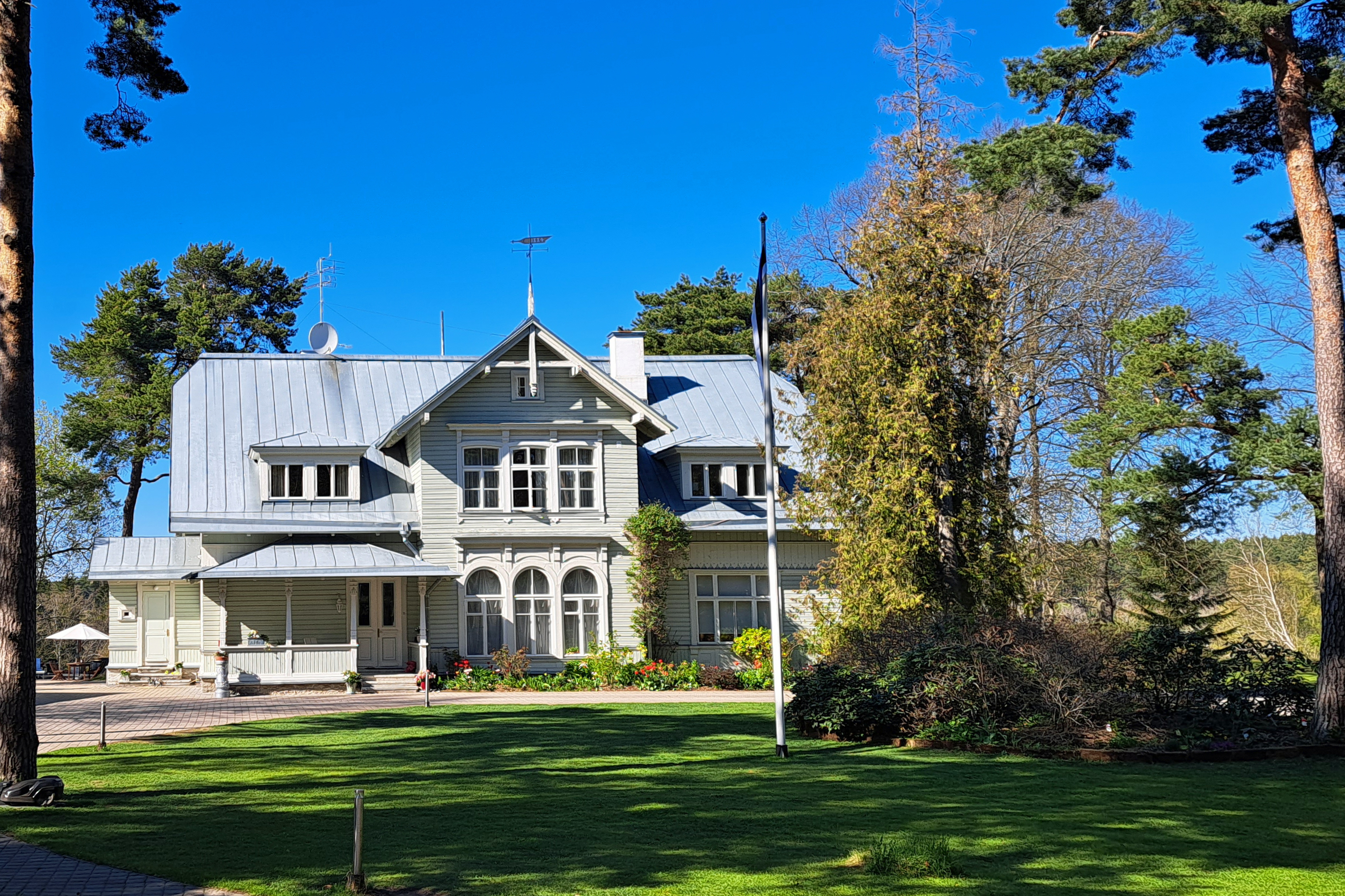
Вилла Танненроде в мае 2023 года

Построена в 1884 году. Является характерным примером летней мызы 19-го столетия. Деревянное двухэтажное здание на низком каменном цоколе выполнено в стиле историзма. Внешние стены крыты горизонтальной и вертикальной обшивкой и имеют богатый деревянный декор. Вилла отреставрирована в 2000-х годах, тогда же были внесены несколько изменений в строение фасадов, пристроен балкон. На рубеже 19—20-го столетий виллу приобрёл немецкий консул Николай Кох (Nikolai Koch). В 1999 году она была внесена в Государственный регистр памятников культуры Эстонии, в 2004 году получила премию внутреннего дизайна. При инспектировании 14.03.2019 её состояние было оценено как хорошее. Одно время вилла находилась в пользовании российского посла.
- Kose tee 57 — жилой дом, построенный на территории бывшей полумызы Кош[14]

Расположен на берегу реки Пирита. Построен в 1790 году на грунте, купленном у города Ревеля Й. К. Кохом (J. C. Koch).
Это небольшой дом в стиле барокко на высоком цоколе, с внешней лестницей, расположенной посередине, мастерски выполненной парадной дверью и ризалитом, врезающимся в полувальмовую крышу. Является аналогом таллинских зданий по адресам улица Уус 15 и 21. Ранее задний фасад украшал деревянный балкон, в центре здания находилась массивная каминная труба (частично сохранившаяся в подвале), в обоих флигелях располагались жилые комнаты. Здание стоит в парке, окружённом забором из известняка.
- Kose tee 66 — летняя мыза Анненхоф (нем. Annenhof)

Интересный пример полностью сохранившейся деревянной архитектуры в так называемом швейцарском стиле. При инспектировании 30.05.2021 её состояние было признано хорошим.

## Общественный транспорт
По улице проходят маршруты городских автобусов № 5 и 6.

Улица Козе
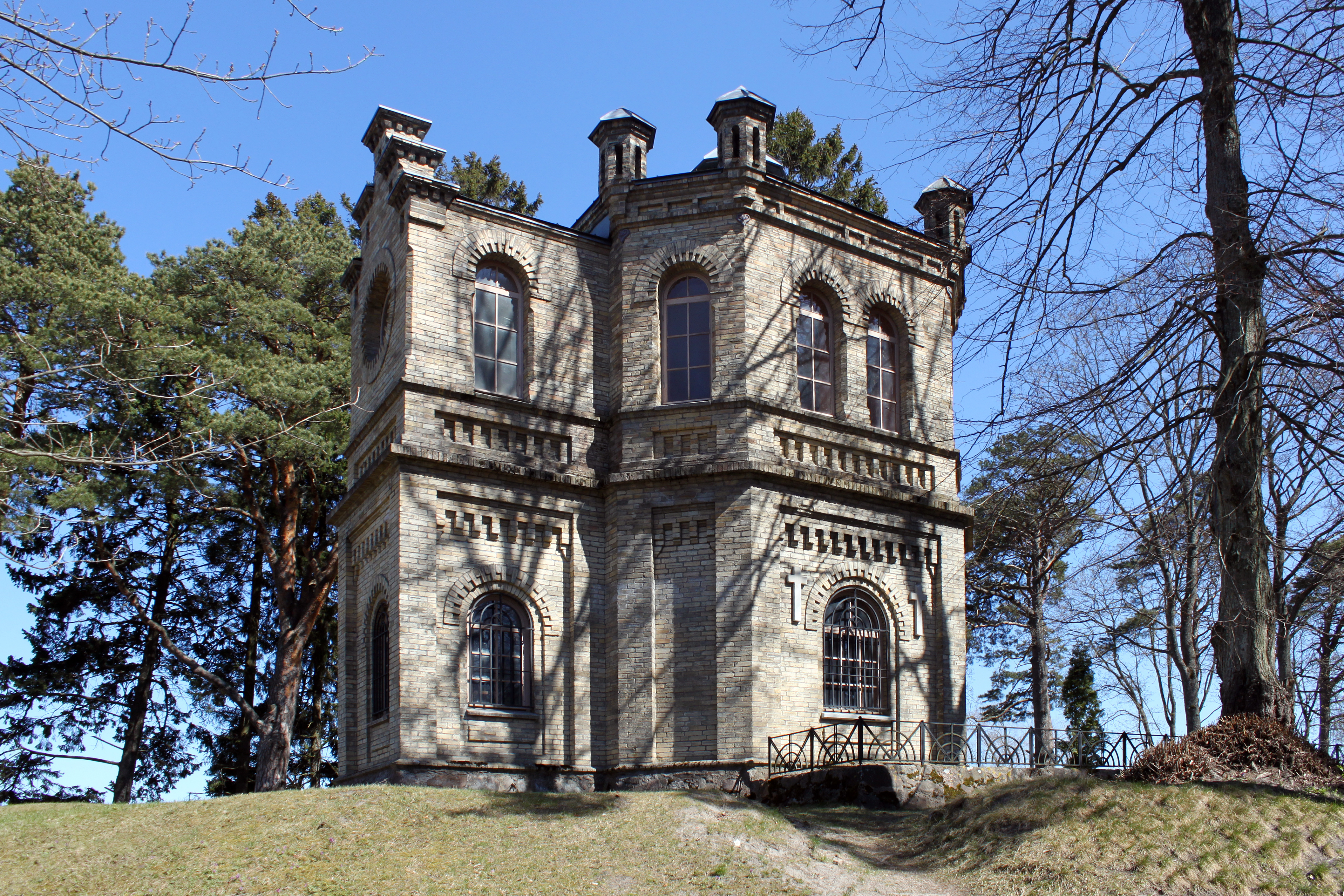
Часовня семейного кладбища Кохов, относящаяся к мызе Альт-Кош, давшей название улице Козе
Дом 59, Центр семейных врачей Пирита-Козе
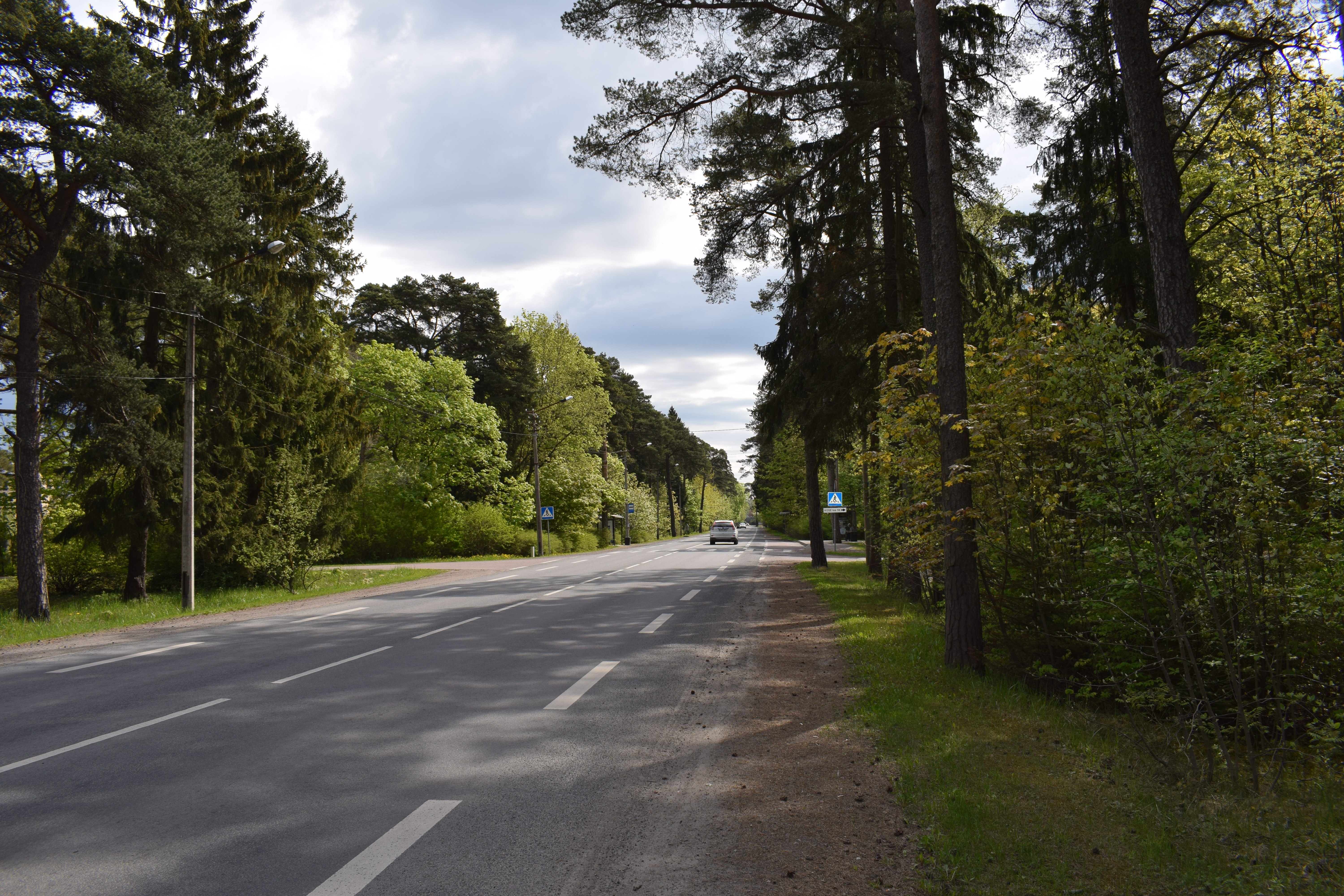
Перекрёсток с улицей Козе пыйк (слева) в направлении от улицы Пирита
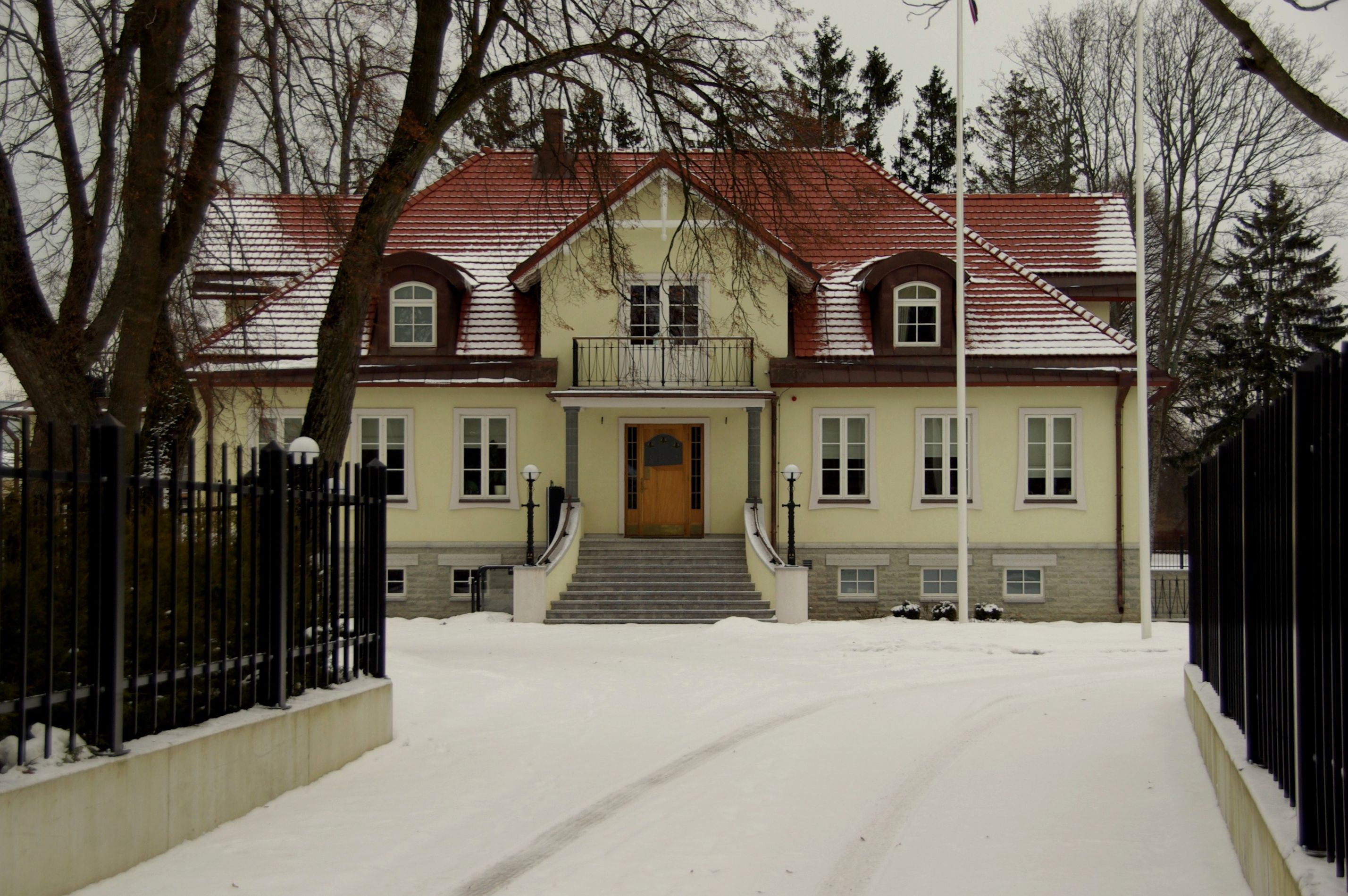
Дом 55
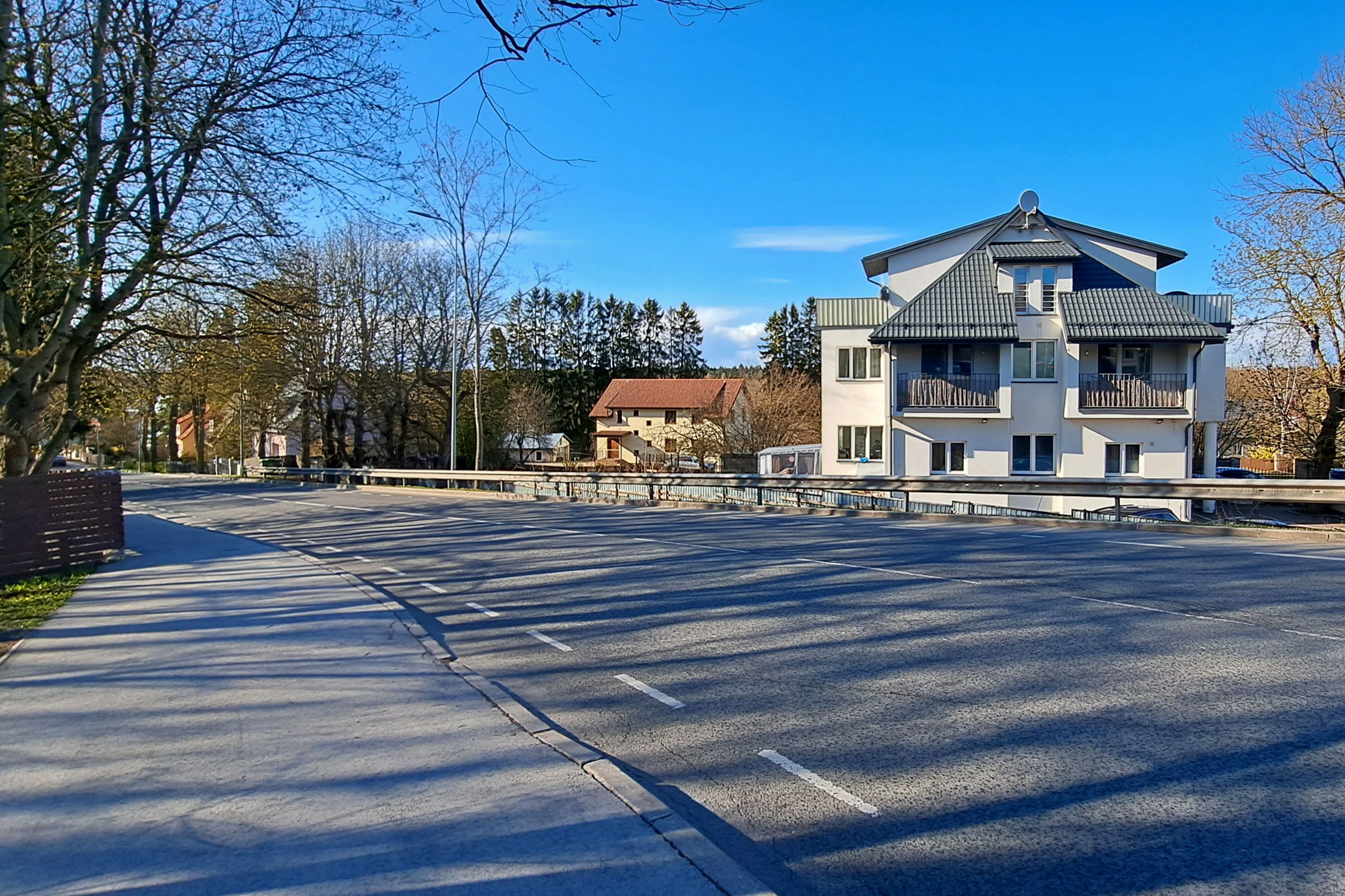
Конечный отрезок улицы перед перекрёстком с Нарвским шоссе